# Los Reyes Acozac
Los Reyes Acozac, eller bara Reyes Acozac är en stad i Mexiko, tillhörande kommunen Tecámac i delstaten Mexiko. Los Reyes Acozac ligger i den centrala delen av landet och tillhör Mexico Citys storstadsområde. Orten hade 21 910 invånare vid folkmätningen 2010 och är kommunens tredje största stad sett till befolkning.